# Mabira cincticeps
Mabira cincticeps är en insektsart. Mabira cincticeps ingår i släktet Mabira och familjen vedstritar. Inga underarter finns listade i Catalogue of Life.